# 마이크 매덕스
마이클 어슬리 매덕스(Michael Ausley Maddux, 1961년 8월 27일 ~ )는 전직 메이저 리그 투수이다. 사이 영 상을 4차례 수상한 그레그 매덕스의 형이다. 오하이오주 출신으로 텍사스 대학교 엘파소 교를 졸업하고 15년간 메이저 리그의 10개 팀에서 선수생활을 하였다.

## 경력
1986년에 필라델피아 필리스에 입단하여 저니맨 투수생활을 시작하였다. 첫 경기는 그의 동생인 그레그가 몸담았던 시카고 컵스와의 경기였는데 패전을 하였다. 후에 로스앤젤레스 다저스, 샌디에이고 파드리스, 뉴욕 메츠, 보스턴 레드삭스, 시애틀 매리너스, 몬트리올 엑스포스, 그리고 휴스턴 애스트로스 등을 거쳤다. 총 578경기에 출전했으며, 대체로 구원투수로 등판하였다. 통산 39승 37패 투구수 861개에 누적 방어율 4.05를 기록하였다.
2000년에 현역에서 은퇴를 하고 나서 더블 A팀인 라운드 락 익스프레스(휴스턴 애스트로스 산하)의 투수코치로 지도자 생활을 시작하였으며, 2009년부터 2015년까지 텍사스 레인저스에서 투수코치로 재직했다. 2016년부터 2017년까지 워싱턴 내셔널스 투수코치를 역임했고, 2018년에는 세인트루이스 카디널스 투수코치로 임명되었다. 그리고 2023년 시즌부터 텍사스 레인저스의 투수 코치로 선임되었다.